# Liga a IV-a Neamț
Liga a IV-a Neamț este principala competiție fotbalistică din județul Neamț, organizată de Asociația Județeană de Fotbal (AJF) Neamț, situată în al patrulea eșalon al sistemului de ligi al fotbalului românesc.
Competiția este disputată de un număr variabil de echipe, în funcție de numărul echipelor retrogradate din Liga a III-a, al celor promovate din Liga a V-a Neamț, precum și al echipelor care se retrag sau se înscriu în competiție. Campioana poate sau nu să promoveze în Liga a III-a, în funcție de rezultatul barajului de promovare disputat împotriva campioanei dintr-o serie județeană vecină.

## Istoric
În 1968, în urma noii reorganizări administrative și teritoriale a țării, fiecare județ a înființat propriul campionat de fotbal, integrând echipele din fostele campionate regionale, precum și echipele care evoluau anterior în competițiile orășenești și raionale. Proaspăt înființatul Campionat Județean Neamț a fost pus sub autoritatea nou-înființatului Consiliu Județean pentru Educație Fizică și Sport (CJEFS) Neamț.
De atunci, structura și organizarea Ligii a IV-a Neamț, la fel ca în cazul multor alte campionate județene, au suferit numeroase schimbări. Între 1968 și 1992, principala competiție județeană a fost cunoscută sub numele de Campionatul Județean. Între 1992 și 1997, a fost redenumită Divizia C – Faza Județeană, apoi Divizia D, începând cu anul 1997, iar din 2006 este cunoscută ca Liga a IV-a.

## Lista campioanelor
| Ed.                  | Sezon                | Campioană                  |
| Campionatul Județean | Campionatul Județean | Campionatul Județean       |
| -------------------- | -------------------- | -------------------------- |
| 1                    | 1968–69              | Constructorul Piatra Neamț |
| 2                    | 1969–70              | Cimentul Bicaz             |
| 3                    | 1970–71              | Danubiana Roman            |
| 4                    | 1971–72              | Relonul Săvinești          |
| 5                    | 1972–73              | Bradul Roznov              |
| 6                    | 1973–74              | Laminorul Roman            |
| 7                    | 1974–75              | Ozana Târgu Neamț          |
| 8                    | 1975–76              | ITA Piatra Neamț           |
| 9                    | 1976–77              | IJIL Piatra Neamț          |
| 10                   | 1977–78              | Danubiana Roman            |
| 11                   | 1978–79              | Celuloza Piatra Neamț      |
| 12                   | 1979–80              | CPL Piatra Neamț           |
| 13                   | 1980–81              | Voința Roznov              |
| 14                   | 1981–82              | AZO-TCM Săvinești          |
| 15                   | 1982–83              | Cimentul Bicaz             |
| 16                   | 1983–84              | Danubiana Roman            |
| 17                   | 1984–85              | Danubiana Roman            |
| 18                   | 1985–86              | Metalul IM Roman           |
| 19                   | 1986–87              | Celuloza ITA Piatra Neamț  |
| 20                   | 1987–88              | Metalul IM Roman           |
| 21                   | 1988–89              | Voința Roman               |
| 22                   | 1989–90              | Voința Roman               |
| 23                   | 1990–91              | Laminorul Roman            |
| 24                   | 1991–92              | CSȘ Roman                  |

| Ed.                        | Sezon                      | Campioană                       |
| Divizia C – Faza Județeană | Divizia C – Faza Județeană | Divizia C – Faza Județeană      |
| -------------------------- | -------------------------- | ------------------------------- |
| 25                         | 1992–93                    | Laminorul Roman                 |
| 26                         | 1993–94                    | Laminorul Roman                 |
| 27                         | 1994–95                    | Cimentul Bicaz                  |
| 28                         | 1995–96                    | Cimentul Bicaz                  |
| 29                         | 1996–97                    | Laminorul Roman                 |
| Divizia D                  |                            |                                 |
| 30                         | 1997–98                    | Cimentul Bicaz                  |
| 31                         | 1998–99                    | Ozana Tărgu Neamț               |
| 32                         | 1999–00                    | CSȘ Târgu Neamț                 |
| 33                         | 2000–01                    | Sirius Bodești                  |
| 34                         | 2001–02                    | Hidroconstrucția Poiana Teiului |
| 35                         | 2002–03                    | Laminorul Roman II              |
| 36                         | 2003–04                    | LPS Piatra Neamț                |
| 37                         | 2004–05                    | Flacăra Brusturi                |
| 38                         | 2005–06                    | Ceahlăul Piatra Neamț II        |
| Liga a IV-a                |                            |                                 |
| 39                         | 2006–07                    | Cetatea Târgu Neamț             |
| 40                         | 2007–08                    | Voința Pângărați                |
| 41                         | 2008–09                    | Voința Pângărați                |
| 42                         | 2009–10                    | Energia Girov                   |
| 43                         | 2010–11                    | Energia Girov                   |
| 44                         | 2011–12                    | Biruința Negrești               |
| 45                         | 2012–13                    | Cetatea Târgu Neamț             |
| 46                         | 2013–14                    | Voința Ion Creangă              |

| Ed. | Sezon   | Campioană                |
| --- | ------- | ------------------------ |
| 47  | 2014–15 | Speranța Răucești        |
| 48  | 2015–16 | Voința Ion Creangă       |
| 49  | 2016–17 | Teiul Poiana Teiului     |
| 50  | 2017–18 | Ceahlăul Piatra Neamț    |
| 51  | 2018–19 | Ozana Târgu Neamț        |
| 52  | 2019–20 | Bradu Borca              |
| –   | 2020–21 | Nu s-a disputat          |
| 53  | 2021–22 | Speranța Răucești        |
| 54  | 2022–23 | Victoria Horia           |
| 55  | 2023–24 | Ceahlăul Piatra Neamț II |
| 56  | 2024–25 | CSM Roman                |

1. ↑  Nu s-a disputat din cauza Pandemiei de COVID-19 din România.